# محمود تقي الدين
محمود سعيد تقي الدين (5 أغسطس 1867 - 23 يناير 1944) إداري وسياسي لبناني في عهد العثماني. ولد في بعقلين بقضاء الشوف في عائلة درزية عريقة وتعلم في مدرسة الحكومة وانتقل من ثم إلى المدرسة الداودية في عبيه ودخل مدرسة عينطورة في سنة 1880. تقلد مناصب إدارية عدة في متصرفية جبل لبنان من 1885 حتى تقاعده في 1936.

## سيرته

### النشأة والتعليم
ولد محمود بن سعيد بن محمود بن حسين تقي الدين في بعقلين في 5 آب 1867 وتعلم في مدرسة الحكومية على عهد رستم باشا ثم انتقل إلى مدرسة عبيه، وفي سنة 1880 دخل مدرسة عينطورة وبقي فيها أربع سنوات، ثم درس العربية على الشيخ أحمد عباس الأزهري في بيروت، ومبادئ الفقه على الأستاذ الشيخ محي الدين اليافي.

### من 1880 حتى 1900
في عهد واصل باشا لازم قلم المخابرات الأجنبية في بعبدا وفي سنة 1885 عين كاتباً رسمياً في القلم نفسه. 
وفي سنة 1890 عين مدير مال في قضاء الشوف وبقي مدّه خمس سنوات إلّا أنه صدر بعدها أمر بعزله وعزل الأمير مالك شهاب وتامر الملاط وخليل الخوري بحجة أنهم يراسلون صحيفة صدى الشرق في مصر التي كانت تنتقد واصل باشا،‌ ثم أعيد إلى وظيفته في عهد نعوم باشا. أنشئ قلم الترجمة فعين مترجماً فيه باللغتين العربية والفرنسية، وفي سنة 1895 عين رئيس كتّاب تحريرات الشوف.

### من 1900 حتى 1920
في عهد مظفر باشا عيّن وكيل مدير لناحية الشوفين، ثم أعيد مديراً لمالية الشوف سنة 1906، وبعد ثلاث سنوات عين كاتباً ثانياً في مجلس إدارة جبل لبنان من سنة‌ 1910 إلى أن وقعت الحرب العالمية الأولى، ثم عين في عهد أوهانس باشا رئيس ديوان المجلس المذكور وكان يرأسه حبيب باشا السعد، ونفي إلى القدس مع القافلة‌ الثانية من المنفيين، ثم عفي عنه بعد شهر وأعيد إلى وظيفته في مالية‌ الشوف، وشغل وظيفة كتابة المجلس فقبض عليه في نيسان سنة 1916. بعد أن حكم على أخيه الدكتور رشيد بك غيابياً بالإعدام، وسبق إلى عاليه مع قافلة من الوطنيين بينهم الأميران توفيق وفؤاد أرسلان ومصطفی بك عماد وحبيب باشا السعد وغيرهم، ثم أرسلو إلى حلب بعد إثني عشر يوماً ثم إلى إسكي شهر في الأناضول. وبعد سنتين وأربعة أشهر من النفي في عنه بوساطة‌ الأمير شكيب أرسلان وكان يحسبه عدواً‌ له، فعاد إلى وطنه في 21 تموز 1918 بعد أن كان قد رفض جمال باشا، بكثير من القوة، إعادته إلى لبنان ليتعالج من مرض أصابه.

### عقد 1920 وبعده
وفي أوائل سنة 1920 زار الجنرال غورو بيت الدين فكان محمود بك المتكلم أمامه باسم الشعب. وفي حزيران سنة 1920 عين مفتشاً للمدارس المحمدية في جبل لبنان، ثم ألغيت هذه الوظيفة، فلزم بيته إلى أن استدعاء الجنرال غورو ومنحه وسام المعارف من درجة فارس ثم عينه في 26 تموز 1920 مفتشاً للأمور الإدارية في دولة لبنان الكبير، فزاول الوظيفة نحواً من عشرة أشهر وفي أول تموز 1922 الغيت هذه الوظيفة، لكنه عين في 26 آب 1922 قائمقاماً على قضاء بعلبك. وفي سنة‌ 1923 عين ناظراً للمعارف إلى سنة 1929 التي عزل فيها، لكن أعيد تعيينه محافظاً في زحلة، ثم نقل إلى كسروان، ثم إلى الشوف،‌ ثم إلى بعبدا، وأخيراً إلى صيدا، وأحيل إلى التقاعد سنة 1936.

## وفاته
توفي في 23 كانون الثاني 1944. نُقل جثمانه من بيروت إلى مسقط رأسه في بعقلين، جرى له مأتم حافل حيث كان وزير الدفاع الوطني ووزير الزراعة والصحة الأمير مجيد أرسلان، ووزير الداخلية كميل نمر شمعون يمثلان رئيس الجمهورية اللبنانية ورئيس الحكومة اللبنانية، ولفيف كبير من كبار الموظفين والوجهاء والأعيان ورجال الأدب والشعر، وممثلو قرى وبلدات الشوف وعاليه وحاصبيا.

## حياته الشخصية
تزوج في عام 1901 من ابنة خاله زهية أمين عبد الملك - تقي الدين (1886 - 1977). أولادهم كاتب وصحفي سعيد تقي الدين (15 مايو 1904 - 10 فبراير 1960)،  ودبلوماسي خليل تقي الدين (3 مارس 1906 - 9 يوليو 1987)، ، و سياسي بهيج تقي الدين (1909 - 9 فبراير 1980)، وكاتب منير تقي الدين (1915 - 1978)، وأكاديمي بديع تقي الدين (1919 - 2000) و نديم تقي الدين (1921 - 24 سبتمبر 2009).